# 德国足球甲级联赛纪录
以下为德国足球甲级联赛历史上所产生的部分纪录。

### 球员

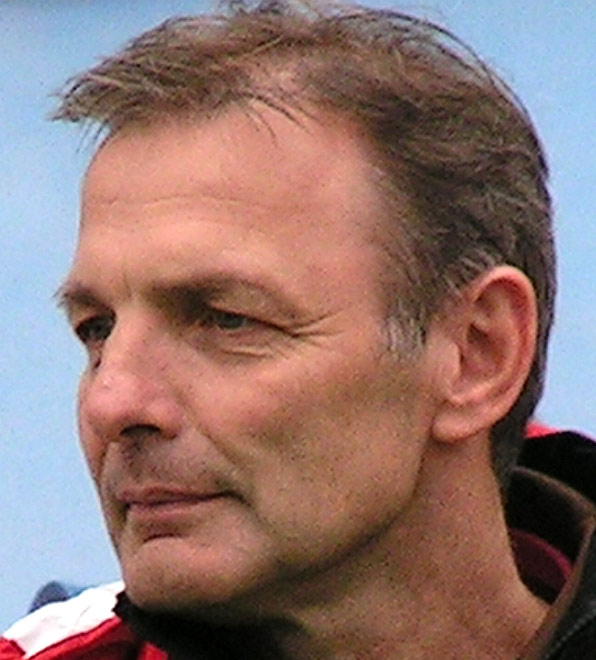
卡尔-海因茨·科贝尔

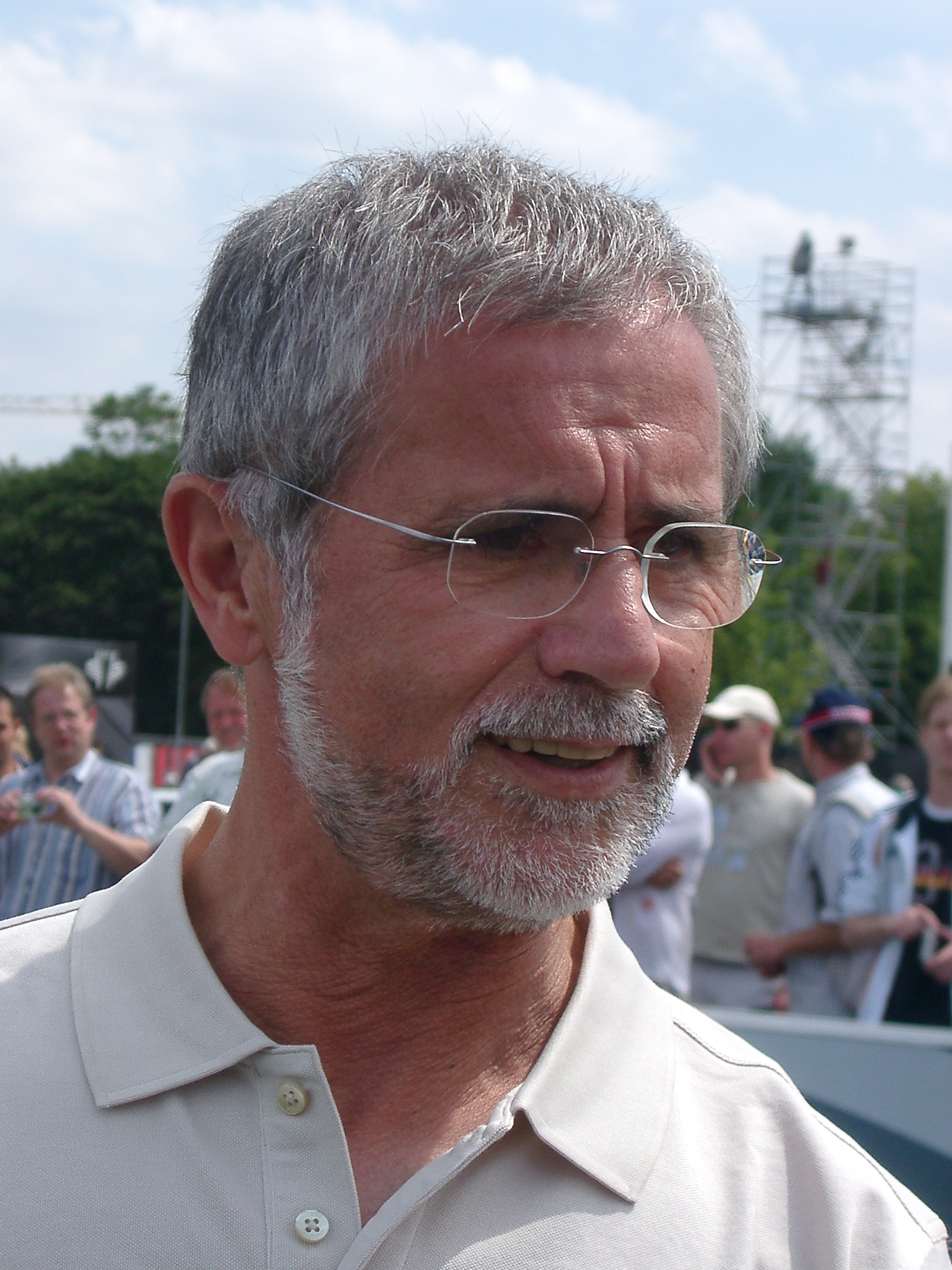
盖德·穆勒

- 夺冠次数最多的球员：奥利弗·卡恩、梅赫梅特·绍尔（各7次）
- 夺得最佳射手次数最多的球员：盖德·穆勒（7次）
- 单季入球最多的球员：利雲度夫斯基 （41球）(2020-21赛季)[1]
- 单场入球最多的球员：迪特·穆勒（1977年8月17日，科隆7:2云达不来梅，6球）
- 入球最多的外籍球员：利雲度夫斯基（277球，截至2021年6月6日）
- 入球最多的守门员：汉斯-约尔格·布特（26球，全为点球）
- 单季助攻最多的球员：湯瑪士梅拿（21次）（2019-20赛季）
- 射入最多乌龙球的球员：曼弗雷德·卡尔茨、尼科爾切·諾維斯基（各6球）
- 射入最多点球的球员：曼弗雷德·卡尔茨（53球）
- 射失最多点球的球员：盖德·穆勒（12球）
- 连续出场最多的球员：塞普·迈耶（442场，1966-67赛季开始至1978-79赛季结束）
- 连续不失球时间最长的守门员：蒂莫·希尔德布兰（884分钟，2003年5月25日至10月4日）
- 单季不失球场次最多的守门员：文奴爾·紐亞（2015-16赛季，21场）
- 入球距离最远的球员：Moritz Stoppelkamp（2014年9月20日，柏达邦对阵汉诺威，距离球门83米）[2]
- 最快被罚下的球员：马塞尔·蒂希-里维罗（2011年5月14日，法兰克福对阵多特蒙德，开场第43秒）[3]
- 最快入球球员：卡里姆·贝拉拉比（2014年8月23日，利华古逊对阵多蒙特，开场第9秒）、凯文·福兰德（2015年8月22日，霍芬海姆对阵拜仁慕尼黑，开场第9秒）

### 教练
关于教练的部分德甲纪录如下：
- 夺得德国足球冠军次数最多的教练：乌多·拉特克（8次）
- 率领不同球队夺冠的教练：

乌多·拉特克（拜仁慕尼黑/慕遜加柏）、马克斯·默克尔（慕尼黑1860/纽伦堡）、布兰科·泽贝茨（拜仁慕尼黑/汉堡）、奥托·雷哈格尔（云达不来梅/凯泽斯劳滕）、菲利斯·馬加夫（拜仁慕尼黑/沃尔夫斯堡）
- 分别在球员及教练生涯中夺冠的教练：

赫尔穆特·本特奥斯（1964/科隆 - 1984/斯图加特）、積普·希基斯（1971，1975，1976，1977/慕遜加柏 - 1989，1990，2013/拜仁慕尼黑）、弗朗茨·贝肯鲍尔（1969，1972，1973，1974/拜仁慕尼黑，1982/汉堡 - 1994/拜仁慕尼黑）、马蒂亚斯·萨默尔（1992/斯图加特，1995，1996/多特蒙德 - 2002/多特蒙德）、托马斯·沙夫（1988，1993/云达不来梅 - 2004/云达不来梅）、菲利斯·馬加夫（1979，1982，1983/汉堡 - 2005，2006/拜仁慕尼黑，2009/沃尔夫斯堡）

### 球队及比赛
关于球队及比赛的部分德甲纪录如下：
- 参赛次数最多的球队：汉堡（54次）
- 夺冠次数最多的球队：拜仁慕尼黑（26次）
- 赛季不败夺冠的球队：拜耳勒沃库森（2023-2024赛季）
- 单季最高积分的球队（三分制）：拜仁慕尼黑（91分，2012-13赛季）
- 单季最多胜场的球队：拜仁慕尼黑（29场，2012-13赛季）
- 单季最少负场的球队：拜耳勒沃库森（0场，2023-2024赛季）
- 单季最佳净胜球的球队：拜仁慕尼黑（+80球，2012-13赛季）
- 单季最差净胜球的球队：柏林塔斯马尼亚（-93球，1965-66赛季）
- 单季最多入球的球队：拜仁慕尼黑（101球，1971-72赛季）
- 单季最少失球的球队：拜仁慕尼黑（18球，2012-13赛季）
- 单季最多红牌的球队：慕尼黑1860（12面，1994-95赛季）
- 积分榜领先持续时间最长的冠军球队：拜仁慕尼黑（1968-69赛季、1972-73赛季、1984-85赛季、2007-08赛季、2012-13赛季，均为第1轮领跑至第34轮）
- 积分榜领先持续时间最短的冠军球队：拜仁慕尼黑（1985-86赛季，仅在第34轮领先）
- 最快确立夺冠优势的冠军球队：拜仁慕尼黑（2013-14赛季，提前7轮夺冠）
- 夺冠优势最大的冠军球队：拜仁慕尼黑（2012-13赛季，领先亚军25分夺冠）
- 最长连胜的球队：

1. 开局连胜：拜仁慕尼黑（10场，2015年8月15日至10月24日）
2. 单季连胜：拜仁慕尼黑（14场，2013年1月19日至4月27日）
3. 跨季连胜：拜仁慕尼黑（15场，2005年3月19日至9月20日）
4. 单季主场连胜：拜仁慕尼黑（16场，1972年9月20日至1973年5月26日）
5. 跨季主场连胜：拜仁慕尼黑（26场，1971年11月27日至1973年5月26日）
6. 单季客场连胜：拜仁慕尼黑（9场，2012年11月28日至2013年4月20日）
7. 跨季客场连胜：拜仁慕尼黑（9场，2012年11月28日至2013年4月20日）
- 最长不败的球队：

1. 开局不败：拜耳勒沃库森（34场，2023年8月19日至2024年5月18日）
2. 单季不败：拜耳勒沃库森（34场，2023年8月19日至2024年5月18日）
3. 跨季不败：汉堡（36场，1982年1月30日至1983年1月22日）
4. 跨季主场不败：拜仁慕尼黑（73场，1970年4月11日至1974年9月14日）
5. 单季客场不败：拜仁慕尼黑（17场，1986年8月9日至1987年6月17日）、拜耳勒沃库森（17场，2023年8月19日至2024年5月18日）
6. 跨季客场不败：拜仁慕尼黑（26场，1985年12月14日至1987年8月1日）
- 最高入场人数的比赛：柏林赫塔-科隆（88,075名观众，1969年9月26日）
- 最大比分主场胜利：门兴格拉德巴赫-多特蒙德（12:0，1978年4月29日）
- 最大比分客场胜利：柏林塔斯马尼亚-迈德里希（0:9，1966年3月26日）
- 最大比分平局：沙尔克04-拜仁慕尼黑（5:5，1973年9月8日）、法兰克福-斯图加特（5:5，1974年11月16日）

### 其它
关于其它的部分德甲纪录如下：
- 单季最多入球：306场比赛共1097球（1983-84赛季，场均3.58球）
- 单季最少入球：306场比赛共790球（1989-90赛季，场均2.58球）
- 单轮最多入球：9场比赛共53球（1983-84赛季第32轮）
- 单轮最少入球：9场比赛11球（1989-90赛季第26轮、1998-99赛季第20轮）
- 单季最多红牌：306场比赛共98面（1994-95赛季，场均0.32面）
- 单轮最多客场胜利：9场比赛共7支球队（2010-11赛季）